# 12 Mulheres
12 Mulheres foi um programa de entrevistas exibido pela RecordTV, apresentado pela jornalista Maria Cândida, que volta as telas da RecordTV após o apresentar por dois anos o extinto Programa da Tarde. Em cada programa, Maria Cândida entrevista doze mulheres de diferentes países e diferentes costumes. O programa foi ao ar aos sábados, 00h15 as 01h00 logo após o Show do Tom, durante as férias do programa 50 por 1. Em 2011 foi lançado pela Record Entretenimento um box de 3 DVDs com as 12 entrevistas.